# Misato Matsuoka
Misato Matsuoka (松岡 美里 Matsuoka Misato, * am 21. März 2001 in der Präfektur Hyōgo) ist eine japanische Synchronsprecherin (Seiyū) und Rock- bzw. Popsängerin.
Als Synchronsprecherin war sie in verschiedenen Anime-Fernsehproduktionen und Videospielen zu hören. Als Sängerin gründete sie gemeinsam mit ihrer Kollegin Hitomi Sekine das J-Popmusik-Duo EverdreaM.

## Leben und Karriere

### Ausbildung
Matsuoka, die am 21. März 2001 geboren wurde und in der Präfektur Hyōgo aufwuchs lernte am Japan Narration Institute und wurde im Jahr 2017 von der Talentagentur I’m Enterprise unter Vertrag genommen.

### Synchronsprecherin
Im November des Jahres 2019 wurde bekanntgegeben, dass Matsuoka erfolgreich an einem Vorsprechen teilgenommen habe und mit der Sprechrolle der Tsubame Mizusaki in der Anime-Fernsehserie Keep Your Hands Off Eizouken! ihre erste Hauptrolle erhalten habe. Im Oktober des Folgejahres wurde sie in der Rolle der Shimakku gecastet, ein Charakter in der fiktiven Musikgruppe Zerotickholic des Media-Mix-Projektes Show by Rock!!. Ihre erste Sprechrolle in einem Anime-Kinofilm hatte Matsuoka im Februar 2021 erhalten, als sie nach einem Vorsprechen die Rolle der Mihessia Hence im Film Mobile Suit Gundam: Hathaway’s Flash zugeteilt bekam.
Im Jahr 2022 erhielt sie Sprechrollen in den Anime-Fernsehserien Shikimori’s Not Just a Cutie, Yūsha, Yamemasu und Uma Musume Pretty Derby. Letzteres Vorsprechen fand in Pia Arena MM in Yokohama im Rahmen eines Spezialevents zum Mix-Media-Franchise statt.
Im Jahr 2023 wurde sie als Synchronsprecherin für die Animeserien Rokudō no Onna-tachi, Heavenly Delusion, Berserk of Gluttony, Utagoe wa Mille-Feuille und Yuzuki-san Chi no Yon-Kyōdai gecastet.

### Musikerin
Gemeinsam mit Synchronsprecherkollegin Hitomi Sekine gründete Matsuoka im März des Jahres 2023 das Popmusik-Duo EverdreaM. Das Projekt sang mit Endless Labyrinth das Lied im Vorspann der Anime-Fernsehserie Rokudō no Onna-tachi.
Eine gleichnamige Extended Play wurde im Juni gleichen Jahres veröffentlicht. Mit Jekyll & Hyde und Ao no Genseki interprierte das Duo Vor- und Abspannmusik zum Anime Berserk of Gluttony. Beide Lieder erscheinen am 8. November 2023 als gemeinsame CD-Single.

## Filmografie

### Anime-Fernsehserien
| Jahr      | Serie                           | Rolle             | Quelle |
| --------- | ------------------------------- | ----------------- | ------ |
| 2020      | Keep Your Hands Off Eizouken!   | Tsubame Mizusaki  | [ 4 ]  |
| 2021      | Blue Period                     | Yutaka Ōba        | [ 1 ]  |
| 2021      | Taisho Otome Otogi Banashi      | Toshio            | [ 1 ]  |
| 2022      | Deaimon                         | Noi               | [ 1 ]  |
| 2022      | Yūsha, Yamemasu                 | Jerietta          | [ 8 ]  |
| 2022      | Shikimori’s Not Just a Cutie    | Kyo Nekozaki      | [ 7 ]  |
| 2022      | Uma Musume: Pretty Derby        | Tanino Gimlet     | [ 1 ]  |
| 2023      | Demon Slayer (Staffel 3)        | Shuya Shinazugawa | [ 1 ]  |
| 2023      | Kuma Kuma Kuma Bear (Staffel 2) | Malix             | [ 1 ]  |
| 2023      | The Tale of Outcasts            | Luther (jung)     | [ 1 ]  |
| 2023      | Berserk of Gluttony             | Myne              | [ 12 ] |
| 2023      | Heavenly Delusion               | Anzu              | [ 11 ] |
| 2023      | Rokudō no Onna-tachi            | Tsubaki           | [ 10 ] |
| 2023      | Yuzuki-san Chi no Yon-Kyōdai    | Uta Kirishima     | [ 14 ] |
| zukünftig | Utagoe wa Mille-Feuille         | Rei Konoe         | [ 13 ] |

### Anime-Kinofilme
| Jahr | Serie                                | Rolle          | Quelle |
| ---- | ------------------------------------ | -------------- | ------ |
| 2021 | Mobile Suit Gundam: Hathaway’s Flash | Mihessia Hence | [ 6 ]  |

### Videospiele
| Jahr | Serie                     | Rolle                | Quelle |
| ---- | ------------------------- | -------------------- | ------ |
| 2020 | Show by Rock!! Fes A Live | Shimakku             | [ 5 ]  |
| 2020 | Kantai Collection         | South Dakota Yashiro | [ 1 ]  |
| 2021 | Utawarerumono: Lost Flag  | Dikotoma             | [ 1 ]  |
| 2023 | Brown Dust                | Rita                 | [ 1 ]  |
| 2023 | Uma Musume Pretty Derby   | Tanino Gimlet        | [ 9 ]  |

## Diskografie
- siehe EverdreaM#Diskografie